# Christopher Shaman Abba
Christopher Shaman Abba (ur. 20 grudnia 1935 w Mabushi, zm. 10 stycznia 2010) – nigeryjski duchowny rzymskokatolicki, w latach 1973-1996 biskup Minna, od 1996 do swojej śmierci biskup Yola.

## Życiorys
Urodził się 20 grudnia 1935 w Mabushi w nigeryjskim stanie Kaduna.
Ukończył studia filozoficzno-teologiczne w Seminarium Świętych Piotra i Pawła w Ibadanie. W 1972 wyjechał do USA na dalsze studia gdzie zastałą go nominacja biskupia.
Święcenia kapłańskie otrzymał w swojej rodzinnej miejscowości 16 grudnia 1966 z rąk arcybiskupa Kaduny Johna MacCarthy SMA. Był pierwszym tubylcem ze stanu Kaduna wyświeconym w swojej archidiecezji.
17 września 1973 został mianowany biskupem nowo utworzonej diecezji Minna. Sakrę biskupią przyjął 30 grudnia 1973 od arcybiskupa Petera Yariyok Jatau. 5 lipca 1996 papież Jan Paweł II mianował go biskupem Yolo. Urząd ten sprawował do swojej nagłej śmierci 10 stycznia 2010.